# Hemibagrus vietnamicus
Hemibagrus vietnamicus es una especie de pez de la familia Bagridae en el orden de los Siluriformes.

## Distribución geográfica
Se encuentra en el Vietnam.